# Echinodillo montanus
Echinodillo montanus är en kräftdjursart som beskrevs av Jackson 1935. Echinodillo montanus ingår i släktet Echinodillo och familjen Armadillidae. Inga underarter finns listade i Catalogue of Life.